# (13092) Schrödinger
(13092) Schrödinger est un astéroïde de la ceinture principale.

## Description
(13092) Schrödinger est un astéroïde de la ceinture principale. Il fut découvert par Freimut Börngen et Lutz D. Schmadel le 24 septembre 1992 à Tautenburg. Il présente une orbite caractérisée par un demi-grand axe de 2,15 UA, une excentricité de 0,049 et une inclinaison de 0,617° par rapport à l'écliptique.
Il fut nommé en hommage au physicien autrichien Erwin Schrödinger (1887-1961), né à Vienne.

## Compléments